# Bona di Pisa
Bona di Pisa (Pisa, 1156 – 29 maggio 1207) è venerata come santa dalla Chiesa cattolica ed è patrona degli assistenti di volo e delle guide turistiche.

## Biografia
Nasce nel popoloso quartiere pisano di Guazzolongo (l'attuale "San Martino"), figlia di una giovane còrsa, Berta, e di un mercante pisano, Bernardo; quest'ultimo lascerà il tetto coniugale quando Bona ha soli tre anni, e ben presto madre e figlia si troveranno in grave difficoltà economica. 
La piccola ha il suo primo incontro con Gesù a soli sette anni, quando entra in convento e decide di dedicare la sua vita al Signore, tanto da esservi consacrata a dieci anni. A quattordici anni intraprende il suo primo viaggio, in Terra santa, che segnerà il suo futuro. Infatti al suo ritorno, avvenuto avventurosamente nel 1174, viene colpita da una visione, che la spinge ad unirsi ad altri pellegrini per un viaggio a Santiago di Compostela. Ed è in quell'occasione che si chiarisce definitivamente che la sua missione in terra è quella di assistere i pellegrini, in un'epoca in cui i viaggi sono lunghi, faticosi, pericolosi. Le sue doti morali e pratiche la fanno diventare sostegno ideale per tutti coloro che intraprendono quel viaggio, tanto che per altre otto volte la futura Santa si dedica ad assistere i pellegrini nel loro percorso (di nove mesi) verso il santuario spagnolo.
La sua devozione verso i pellegrini, che accompagnerà nel corso della sua vita anche a Roma e al santuario di San Michele sul Gargano, è tale che più di una volta rischierà la vita nei suoi viaggi.

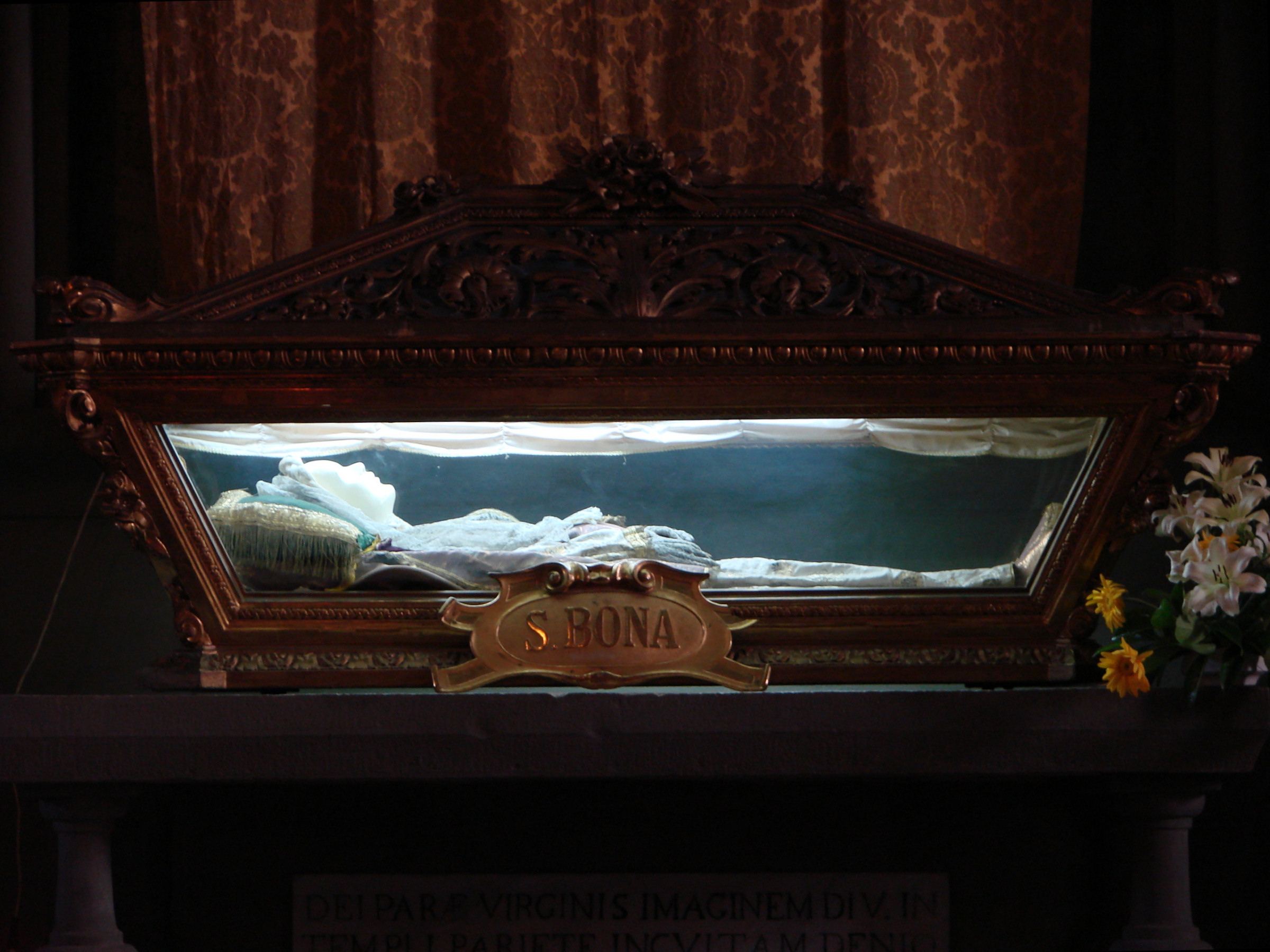
Le spoglie di santa Bona nella chiesa di San Martino, a Pisa

Oramai cinquantenne, stanca e fisicamente provata sia dal suo lungo viaggiare sia dalle penitenze che lei stessa si procura per la carne, torna a Pisa, città con la quale ha mantenuto per tutta la vita un forte legame, e vi resta trascorrendo il suo tempo in meditazione e preghiera per due anni, fino a quando decide di partire da sola per Compostela per un ultimo viaggio. Secondo la tradizione, quest'ultimo viaggio avviene grazie all'intervento di San Giacomo, che la porta in volo fino alla sua destinazione, da cui ritornerà, poco prima di morire, portando con sé alcune conchiglie provenienti dalle spiagge di Santiago di Compostela, come prova di quell'avvenimento.

## Culto
(Papa Roncalli nella sua proclamazione di Santa Bona a patrona delle hostess)
Il 2 marzo 1962 papa Giovanni XXIII la rende "patrona degli assistenti di volo", in virtù della spiccata vocazione della Santa a confortare e sorreggere i pellegrini nei momenti più difficili.
Le sue spoglie riposano nella chiesa di San Martino, a Pisa, dove numerose assistenti di volo a lei devote si ritrovano il 29 maggio.
Il simbolo della Santa è rappresentato da una croce con la lettera B. Essa è presente nel Martirologio Romano.